# Kevin Jud
Kevin Jud (* 4. Dezember 1992 in Uster) ist ein ehemaliger Schweizer Handballspieler, der zumeist auf Rückraum Mitte eingesetzt wurde.

## Privat
Kevin Jud ist im zürcherischen Uster aufgewachsen.
Sein Bruder Tim Bornhauser war bis zu seinem Rücktritt nach der Saison 2021/22 ebenfalls professioneller Handballspieler, unter anderem als Kapitän bei der HSG Konstanz.
Jud heiratete seine Jugendliebe im Juni 2022.
Neben seiner aktiven Karriere hält Jud einen Bachelor-Abschluss in Wirtschaftsinformatik von der Zürcher Hochschule für Angewandte Wissenschaften in Winterthur. Kevin Jud ist im März 2022 beim Wealth Office ZWEI als Partner eingestiegen.

## Karriere
Der 1,83 m große und 75 kg schwere Rechtshänder begann mit dem Handballspiel 2003 in seiner Heimatstadt beim TV Uster. Nach drei Jahren wechselte er zum HC Gelbschwarz Stäfa. Seit der Saison 2008/09 lief er im NLA- und NLB-Team der Lakers Stäfa auf. 2011/12 wurde er mit 201 Toren drittbester Scorer der NLA.
Zur Saison 2013/14 schloss er sich Pfadi Winterthur an. International erreichte er mit Pfadi die 2. Qualifikationsrunde im EHF-Pokal. Mit Pfadi gewann er 2021 die Schweizer Meisterschaft. Nach der Saison 2023/24 beendet er seine Karriere.
Kevin Jud gehörte zu den erfolgreichsten Torschützen der Schweizer Junioren-Mannschaften. 2010 wurde er mit 65 Toren Top Scorer der U-18-Europameisterschaft und belegte Rang 6. Bei der U-19-Weltmeisterschaft 2011 wurde er mit den Schweizer Junioren erneut Sechster und traf 40-mal. Bei der U-20-Europameisterschaft 2012 erzielte er 27 Tore und erreichte mit seinem Team den 8. Platz. Ein Jahr später reichte es bei der U-21-Handball-Weltmeisterschaft 2013 für den 7. Rang und Jud wurde mit 52 Treffern drittbester Torschütze.
In der Schweizer A-Nationalmannschaft debütierte er am 3. Oktober 2013 gegen Slowenien und bestritt bisher 24 Länderspiele, in denen er 30 Tore erzielte.

## Statistik
| Saison              | Liga | Verein           | Tore | Spiele | Ø   |
| ------------------- | ---- | ---------------- | ---- | ------ | --- |
| 2008/09             | NLA  | Lakers Stäfa     | 02   | 07     | 0,3 |
| 2009/10             | NLB  | HC GS Stäfa      | 165  | 27     | 6,1 |
| 2010/11             | NLA  | Lakers Stäfa     | 155  | 32     | 4,8 |
| 2011/12             | NLA  | Lakers Stäfa     | 201  | 32     | 6,3 |
| 2012/13             | NLA  | Lakers Stäfa     | 136  | 29     | 4,7 |
| 2013/14             | NLA  | Pfadi Winterthur | 113  | 33     | 3,4 |
| 2014/15             | NLA  | Pfadi Winterthur | 109  | 33     | 3,3 |
| 2015/16             | NLA  | Pfadi Winterthur | 104  | 32     | 3,3 |
| 2016/17             | NLA  | Pfadi Winterthur | 102  | 35     | 2,9 |
| 2017/18             | NLA  | Pfadi Winterthur | 179  | 34     | 5,3 |
| 2018/19             | NLA  | Pfadi Winterthur | 159  | 31     | 5,1 |
| 2019/20             | NLA  | Pfadi Winterthur | 116  | 24     | 4,8 |
| 2020/21             | NLA  | Pfadi Winterthur | 139  | 33     | 4,2 |
| 2021/22             | NLA  | Pfadi Winterthur | 164  | 38     | 4,3 |
| 2022/23             | NLA  | Pfadi Winterthur | 180  | 33     | 5,5 |
| 2023/24             | NLA  | Pfadi Winterthur | 152  | 28     | 5,5 |
| 2009–2010           | NLB  | Gesamt           | 165  | 27     | 6,1 |
| 2008–2009 2010–2024 | NLA  | Gesamt           | 2011 | 454    | 4,4 |
| 2008–2024           | alle | Gesamt           | 2176 | 481    | 4,5 |